# 濁谷山
濁谷山（にごりだんやま）は、富山県魚津市と中新川郡上市町にまたがる山。標高は1238m。山頂には一等三角点がある。
富山県登山連盟の富山の百山の一つ。

## 概要
毛勝三山の猫又山から続く片貝川と早月川の分水嶺である東芦見尾根の長大な尾根の一ピーク。滑川市から台形の山容が見える。山頂には一等三角点「濁谷山」がある。山頂西側斜面は崩壊が激しく、小早月川に土砂を運び川水を濁す。山頂は比較的展望に開け、毛勝三山などが見える。

## 山名の由来
この山の西側斜面は脆弱で崩壊が激しく、大雨時には源流の湯谷を通って早月川水系小早月川及び早月川の川水を濁したことによる。

## 自然
サンカヨウが多く生えている。

## 登山
魚津市虎谷 (とらだん)集落から尾根に出てそこを歩いて山頂に行く。